# Айрен (виноград)
Айрен («ісп. Airen») — іспанський технічний сорт білого винограду. Один з найрозповсюдженіших білих сортів винограду в Іспанії. У 2010 році Айрен займав третє місце у світі за площами виноградників (252 тисяч гектарів). Поступово ці площі скорочуються.

## Історія
Сорт вперше згадується у письмових джерелах у 1615 році, але відомий щонайменше з XV сторіччя.

## Характеристики сорту

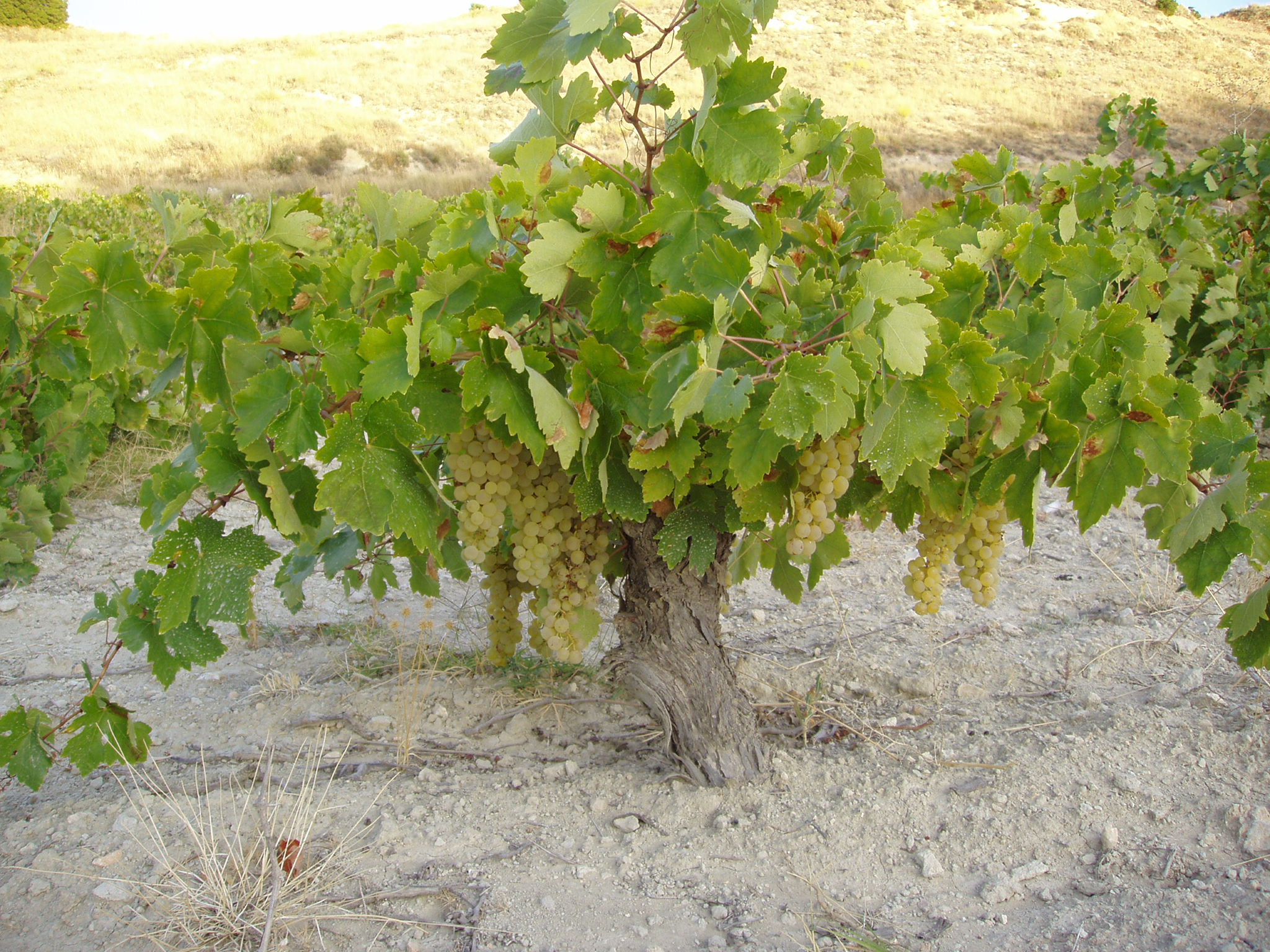
50-річний кущ винограду Айрен

Лист середньо розсічений, трилопатевий. На нижній частині листа є слабке щетинисте опушення. Гроно велике, гіллясте, середньощільне. Ягода середня або велика, округла, біла. М'якоть середньощільна, шкірка тонка. Сила росту кущів велика. Визрівання пагонів гарне. Дуже посухостійкий, врожайний та невибагливий. Стійкість до хвороб на рівні інших євроазіатських сортів винограду. Особливо великі площі віддано під цей сорт винограду в Сьюдад-Реалі (51 %), Толедо, Куенці, Альбасете, Мурсії та Мадриді.

## Характеристики вина

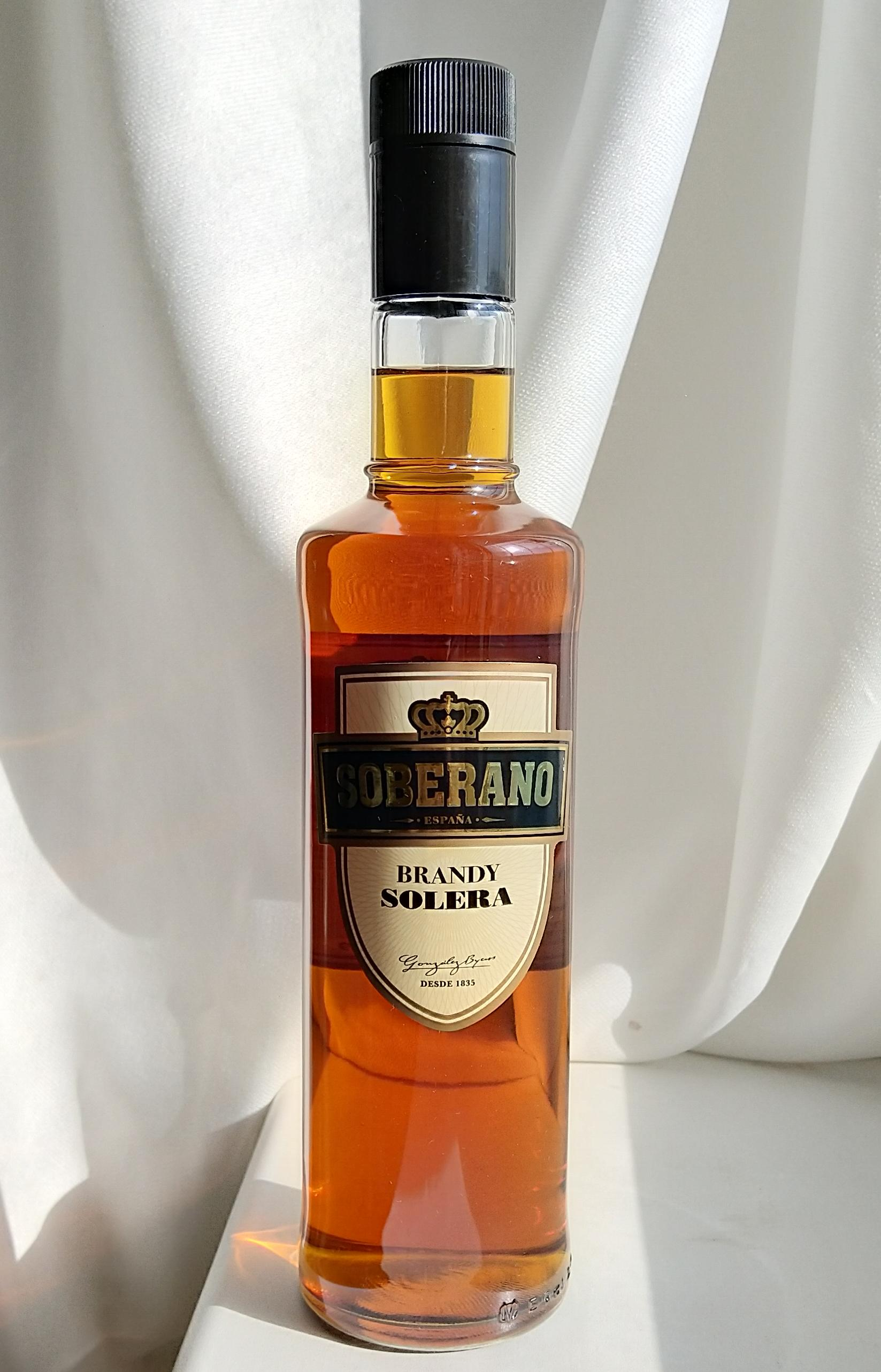
Пляшка іспанського бренді з винограду Айрен

Попри дуже великі площі виноградників, Айрен є маловідомим сортом, оскільки більша частина врожаю переробляється на балк — виноматеріал для експорту та виробництва ординарних білих вин, а також винних дистилятів (для виробництва бренді). Вино з Айрен може бути як моносортовим, так і купажним. Іноді його змішують з червоними сортами винограду для отримання менш насичених червоних вин. Вино має трав'янистий аромат, з фруктовим букетом, різко окресленим смаком кислих фруктів. Смак приємний, гарно підходить як аперитив для рибних страв.

## Синоніми
У різних регіонах Айрен має різні назви. Цей сорт також називають Аірен, Айден (ісп. Aiden), Лайрен (ісп. Lairen), Манчега (ісп. Manchega), Вальдепенера (ісп. Valdepenera), Бланк де Вальдепеньянс, Бланк маченго.